# Cristal·lització

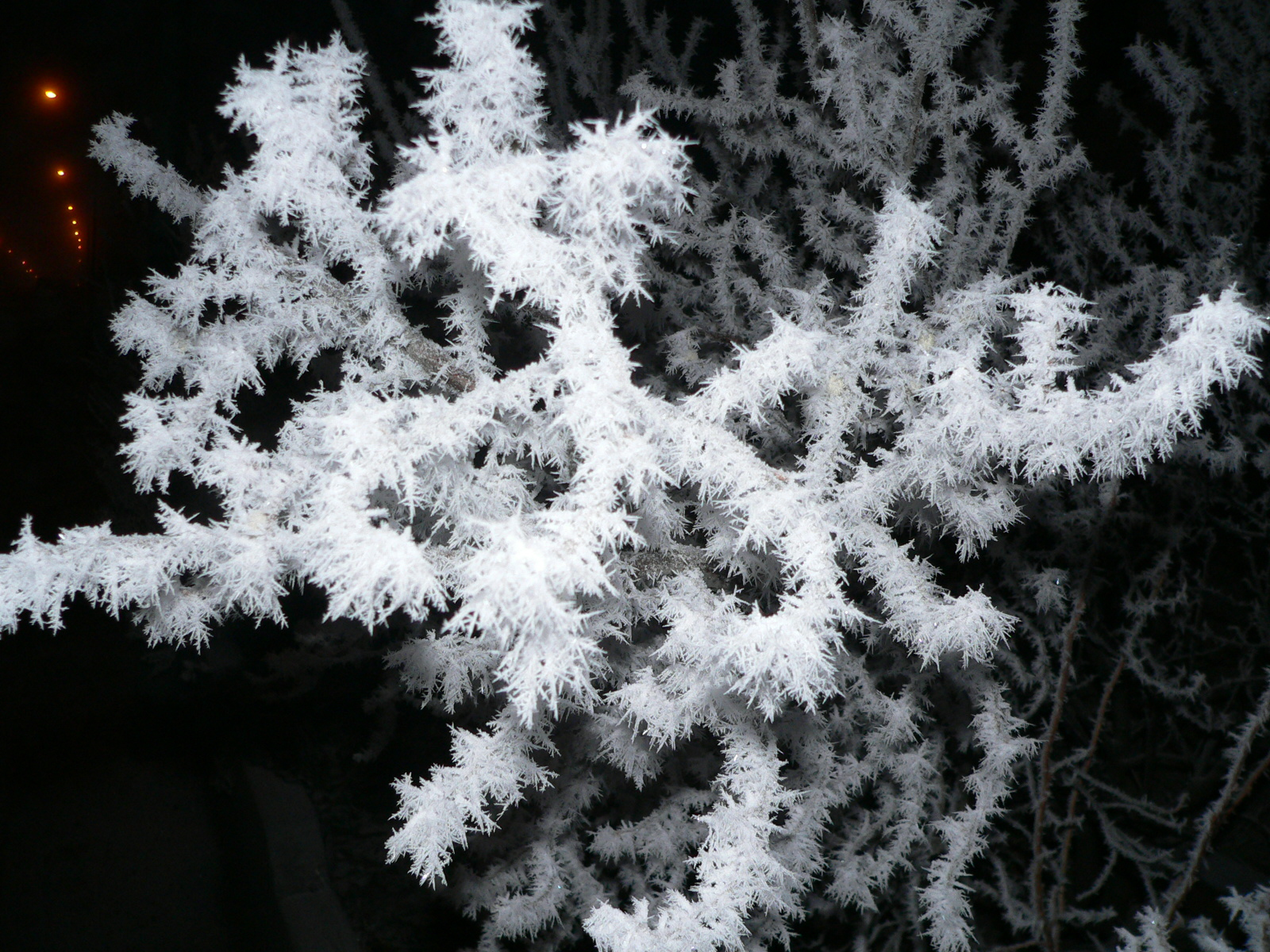
Cristal·lització natural; cristalls de gel a les branques d'un arbust

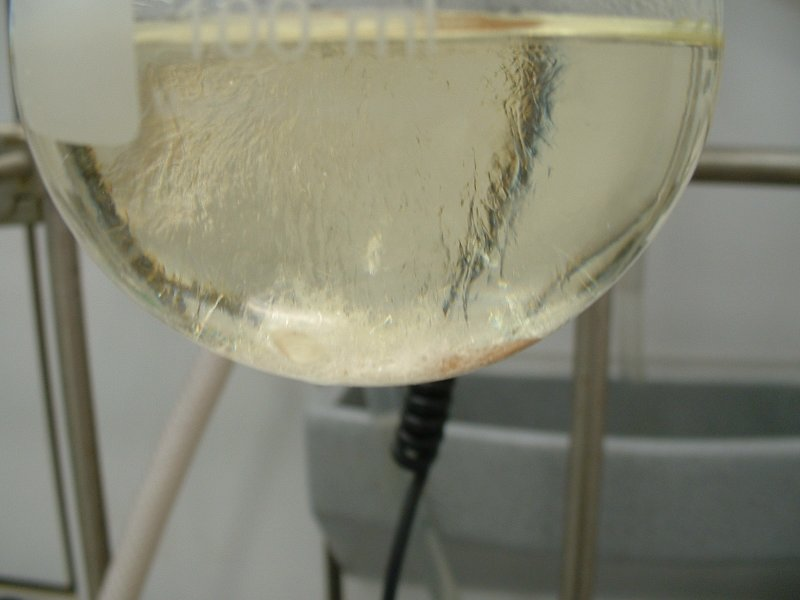
Cristal·lització al laboratori de la benzofenoxina

La cristal·lització és la formació d'un cristall. Es pot donar en un medi natural o de manera sintètica. És el procés de formació de cristalls sòlids que precipiten des d'una solució, una substància fosa o, més rarament, dipositada directament des d'un gas. La cristal·lització també és una tècnica de separació sòlid-líquid, en la qual succeeix que la massa es transfereix d'un solut, des d'una solució líquida, a una fase cristal·lina sòlida pura. En enginyeria química, la cristal·lització passa dins un cristal·litzador. La cristal·lització és, per tant, un aspecte de la precipitació química obtinguda amb la variació de les condicions de solubilitat del solut en el solvent, en contrast amb la precipitació química deguda a una reacció química.
La cristal·lització s'empra amb força freqüència en química per purificar una substància sòlida.

## Història
En època prehistòrica, ja s'utilitzava la sal comuna cristal·litzada obtinguda, per exemple, de l'aigua de mar dipositada en les esquerdes de les roques i assecada pel sol; el mateix principi encara es fa servir en les salines marines i en corrents salats d'aigua.
En temps més recents, es produeixen mitjançant la cristal·lització també de productes com la sacarosa, el sulfat de sodi i la urea, entre molts d'altres.

## Procés
El procés de la cristal·lització té dues etapes principals, la nucleació i el creixement del cristall.
En la nucleació, les molècules del solut que es dispersen en el solvent comencen a fer agregats a escala nanomètrica i en formen el nucli.
En el creixement del cristall, el nucli continua creixent i l'agregat aconsegueix arribar a la mida crítica. La supersaturació és la força conductora de la cristal·lització.
Molts compostos tenen la capacitat de cristal·litzar amb diferents estructures cristal·lines, fenomen que rep el nom de polimorfisme. Cada polimorf mostra diferents propietats físiques, com la taxa de dissolució, forma, punt de fusió, etc. Per això, el polimorfisme és de gran importància en la fabricació industrial de productes cristal·lins.

## Cristal·lització natural

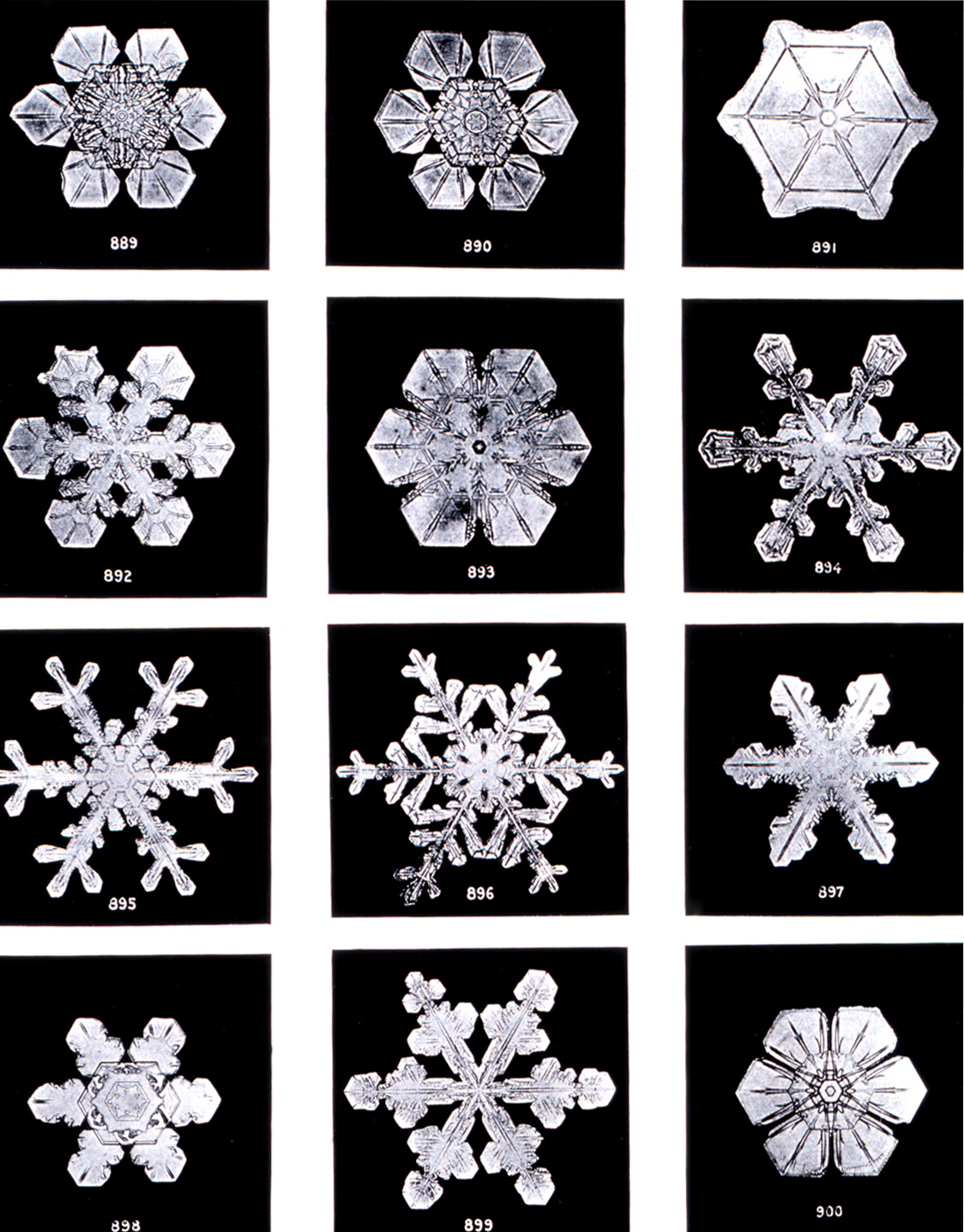
Flocs de neu diferents

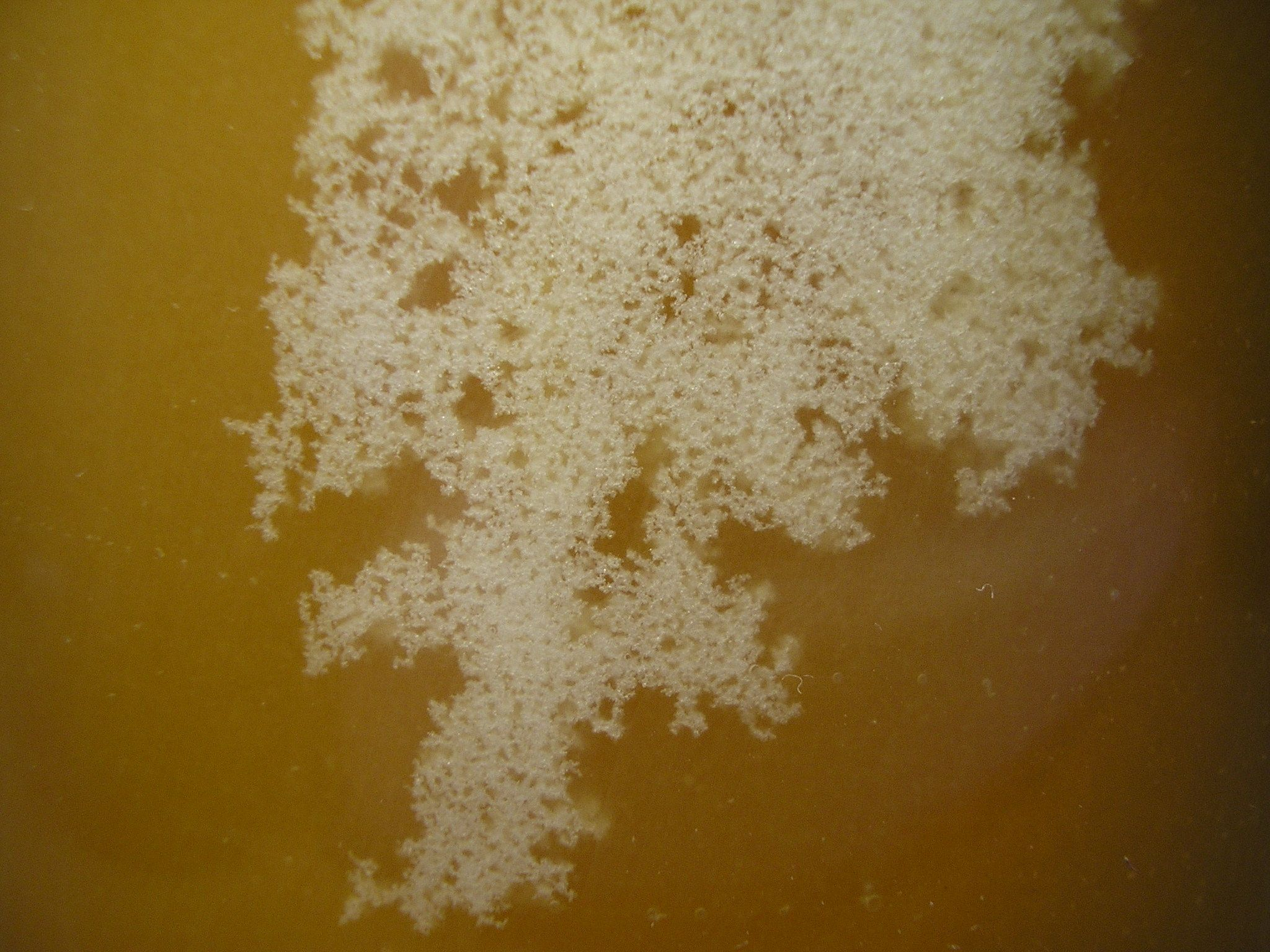
Mel cristal·litzada

Hi ha molts exemples de processos naturals que impliquen la cristal·lització.
A escala geològica alguns exemples són:
- Formació natural de cristalls en minerals;
- Formació dels anells en les estalactites i estalagmites.

Un exemple de cristal·lització natural és la de la sal marina en els llocs relativament càlids del món. Aquest procés natural s'utilitza en algunes zones costaneres o llacs per a l'obtenció de la sal comuna.
En temps més curts s'inclou:
- Els flocs de la neu;
- La cristal·lització de la mel (gairebé tots els tipus de mel poden cristal·litzar).

## Mètodes artificials
Per a la cristal·lització des d'una solució, aquesta ha d'estar sobresaturada, cosa que vol dir que la solució ha de contenir més molècules o ions dissolts dels que podria contenir sota l'equilibri (solució saturada). Això es pot aconseguir per diversos mètodes, entre els quals hi ha el d'evaporar el solvent. La cristal·lització esfèrica té certs avantatges (com el de biodisponibilitat) en la formulació de medicaments farmacèutics.
Al laboratori, la cristal·lització és un procés que consisteix a fer que el sòlid dissolt es vagi dipositant lentament, bé sigui per l'evaporació del dissolvent, o bé per la disminució de la seva solubilitat amb el refredament de la solució. El sòlid no dissolt apareix en forma de cristalls al fons i a les parets del recipient.
La cristal·lització al laboratori té com a objectiu purificar les diverses substàncies que es poden trobar en una dissolució.
Si una solució que conté un solut acompanyat d'impureses es concentra per evaporació, les impureses solubles no arriben a formar, en general, una solució saturada, ja que es troben en quantitats petites, per la qual cosa els cristalls que s'obtenen són pràcticament de la substància que es vol purificar. Podem reduir aquestes impureses amb unes recristal·litzacions successives.

## Punt de vista termodinàmic

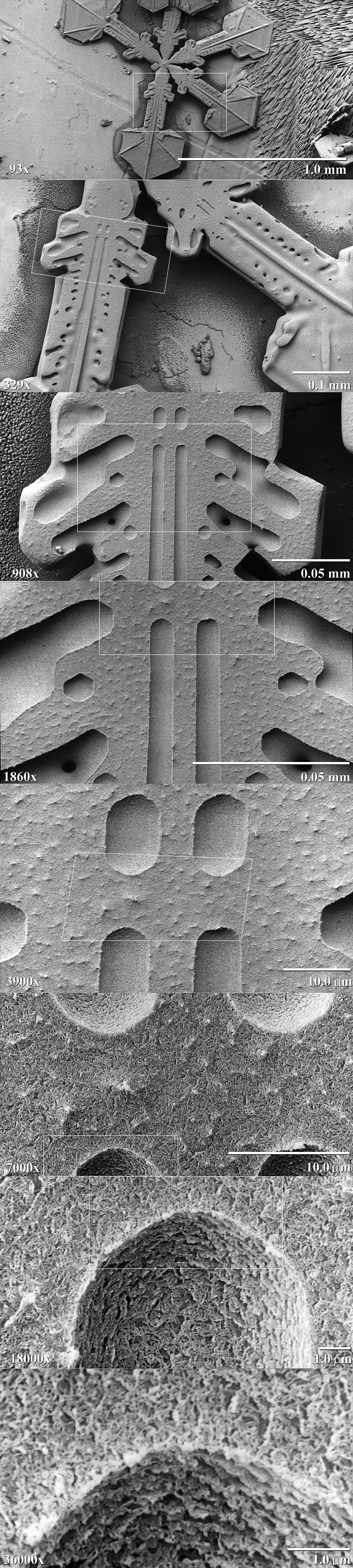
Sèrie d'augments de SEM de baixa temperatura per a un vidre de neu. Els vidres es capturen, emmagatzemen i recobreixen per polvorització catòdica amb platí a criotemperatures per obtenir imatges

El procés de cristal·lització sembla violar el segon principi de la termodinàmica. Mentre que la majoria dels processos que produeixen resultats més ordenats s'aconsegueixen aplicant calor, els vidres solen formar-se a temperatures més baixes – especialment per superrefredament. Tot i això, a causa de l'alliberament de la calor de fusió durant la cristal·lització, l'entropia de l'univers augmenta, per la qual cosa aquest principi roman inalterat.
Les molècules d'un cristall perfecte pur, en ser escalfades per una font externa, es converteixen en líquid. Això passa a una temperatura molt definida (diferent per a cada tipus de vidre). En liquar-se, la complicada arquitectura del vidre es col·lapsa. La fusió es produeix perquè l'entropia (S) guanyada en el sistema per l'aleatorització espacial de les molècules ha superat l'entalpia (H) perduda a causa de la ruptura de les forces d'empaquetament del vidre:
{\displaystyle T(S_{\text{líquid}}-S_{\text{sòlid}})>H_{\text{líquid}}-H_{\text{sòlid}},}
{\displaystyle G_{\text{líquid}}<G_{\text{sòlid}}.}
Pel que fa als vidres, no hi ha excepcions a aquesta regla. De la mateixa manera, quan el vidre fos es refreda, les molècules tornaran a la forma cristal·lina una vegada que la temperatura baixi més enllà del punt d'inflexió. Això és perquè l'aleatorització tèrmica de l'entorn compensa la pèrdua d'entropia que resulta de la reordenació de les molècules dins del sistema. Els líquids que cristal·litzen quan es refreden són l'excepció i no la regla.
La naturalesa d'un procés de cristal·lització es regeix tant per factors termodinàmics com a cinètics, cosa que pot fer-ho molt variable i difícil de controlar. Factors com el nivell d'impureses, el règim de mescla, el disseny del recipient i el perfil de refredament poden tenir un gran impacte en la mida, el nombre i la forma dels vidres produïts.

## Dinàmica
Com ja hem esmentat, un vidre es forma seguint un patró ben definit, o estructura, dictat per forces que actuen a nivell molecular. En conseqüència, durant el seu procés de formació, el cristall es troba en un entorn on la concentració de solut assoleix un determinat valor crític, abans de canviar d'estat. La formació del sòlid, impossible per sota del llindar de solubilitat en les condicions de temperatura i pressió donades, pot llavors tenir lloc a una concentració superior al nivell teòric de solubilitat. La diferència entre el valor real de la concentració de solut en el límit de cristal·lització i el llindar teòric (estàtic) de solubilitat s'anomena sobresaturació i és un factor fonamental de la cristal·lització.

### Nucleació
La nucleació és l'inici d'un canvi de fase en una petita regió, com la formació d'un vidre sòlid a partir d'una solució líquida. És conseqüència de ràpides fluctuacions locals a escala molecular en una fase homogènia que es troba en un estat d'equilibri metaestable. La nucleació total és l'efecte suma de dues categories de nucleació: primària i secundària.

#### Nucleació primària
La nucleació primària és la formació inicial d'un vidre on no hi ha altres vidres presents o on, si hi ha vidres presents al sistema, no tenen cap influència en el procés. Això pot passar en dues condicions. La primera és la nucleació homogènia, que és la nucleació que no està influïda de cap manera per sòlids. Aquests sòlids inclouen les parets del recipient cristal·litzador i les partícules de qualsevol substància estranya. La segona categoria és la nucleació heterogènia. Es produeix quan les partícules sòlides de substàncies estranyes provoquen un augment de la velocitat de nucleació que no es veuria sense que hi hagi aquestes partícules estranyes. La nucleació homogènia poques vegades es produeix a la pràctica a causa de l'alta energia necessària per iniciar la nucleació sense una superfície sòlida que catalitzi la nucleació.
La nucleació primària (tant homogènia com heterogènia) s'ha modelat com segueix:
{\displaystyle B={\dfrac {dN}{dt}}=k_{n}(c-c^{*})^{n},}
on
B és el nombre de nuclis formats per unitat de volum per unitat de temps,
N és el nombre de nuclis per unitat de volum,
kn és una constant de velocitat,
c és la concentració instantània de solut,
c* és la concentració de solut en saturació,
(c - c*) també es coneix com a supersaturació,
n és un exponent empíric que pot ser tan gran com 10, però generalment oscil·la entre 3 i 4.

#### Nucleació secundària
La nucleació secundària és la formació de nuclis atribuïble a la influència dels vidres microscòpics existents al magma. En poques paraules, la nucleació secundària es produeix quan el creixement dels vidres s'inicia amb el contacte d'altres vidres existents o "llavors". El primer tipus de cristal·lització secundària coneguda s'atribueix al cisallament de fluids, l'altre es deu a col·lisions entre vidres ja existents, ja sigui amb una superfície sòlida del cristal·litzador o amb altres vidres mateixos. La nucleació per cisallament de fluids es produeix quan el líquid es desplaça per un vidre a gran velocitat, escombrant els nuclis que altrament s'incorporarien a un vidre, fent que els nuclis escombrats es converteixin en nous vidres. S'ha descobert que la nucleació per contacte és el mètode més eficaç i comú per a la nucleació. Entre els seus avantatges s'inclouen els següents:
- Sota ordre cinètic i velocitat proporcional a la sobresaturació, cosa que permet un fàcil control sense funcionament inestable.
- Passa a baixa supersaturació, on la velocitat de creixement és òptima per a una bona qualitat.
- La baixa energia necessària a què colpegen els vidres evita la ruptura dels vidres existents en nous vidres.
- Els fonaments quantitatius ja s'han aïllat i s'estan incorporant a la pràctica.

El model següent, encara que una mica simplificat, s'utilitza sovint per modelitzar la nucleació secundària:
{\displaystyle B={\dfrac {dN}{dt}}=k_{1}M_{T}^{j}(c-c^{*})^{b},}
k1 és una constant de velocitat,
MT és la densitat de suspensió,
j és un exponent empíric que pot variar fins a 1.5, però generalment és 1,
b és un exponent empíric que pot variar fins a 5, però en general és 2.

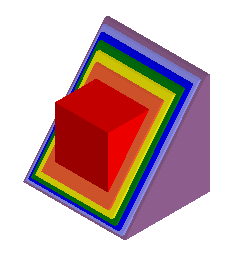
Creixement cristal·lí

## Aplicacions
Hi ha dos grups principals d'aplicacions per a la cristal·lització artificial: producció de cristalls i la purificació.
- Producció de cristalls, com els cristalls macroscòpics que poden ser d'enllaç iònic o d'enllaç covalent i els cristalls petits de la mida de la pols o la sorra utilitzats en la indústria química i en bioquímica; la recristal·lització es fa servir per a determinar l'estructura de moltes molècules.

De forma massiva, es fa servir la cristal·lització en la producció de sal comuna, els cristalls de silici, l'extracció de la sacarosa de la remolatxa i en el refinament del sucre.
- Purificació: es fa servir per a millorar o verificar l'obtenció de substàncies molt pures, ja que la cristal·lització separa un producte, sovint, en una forma extremadament pura.

## Creixement cristal·lí

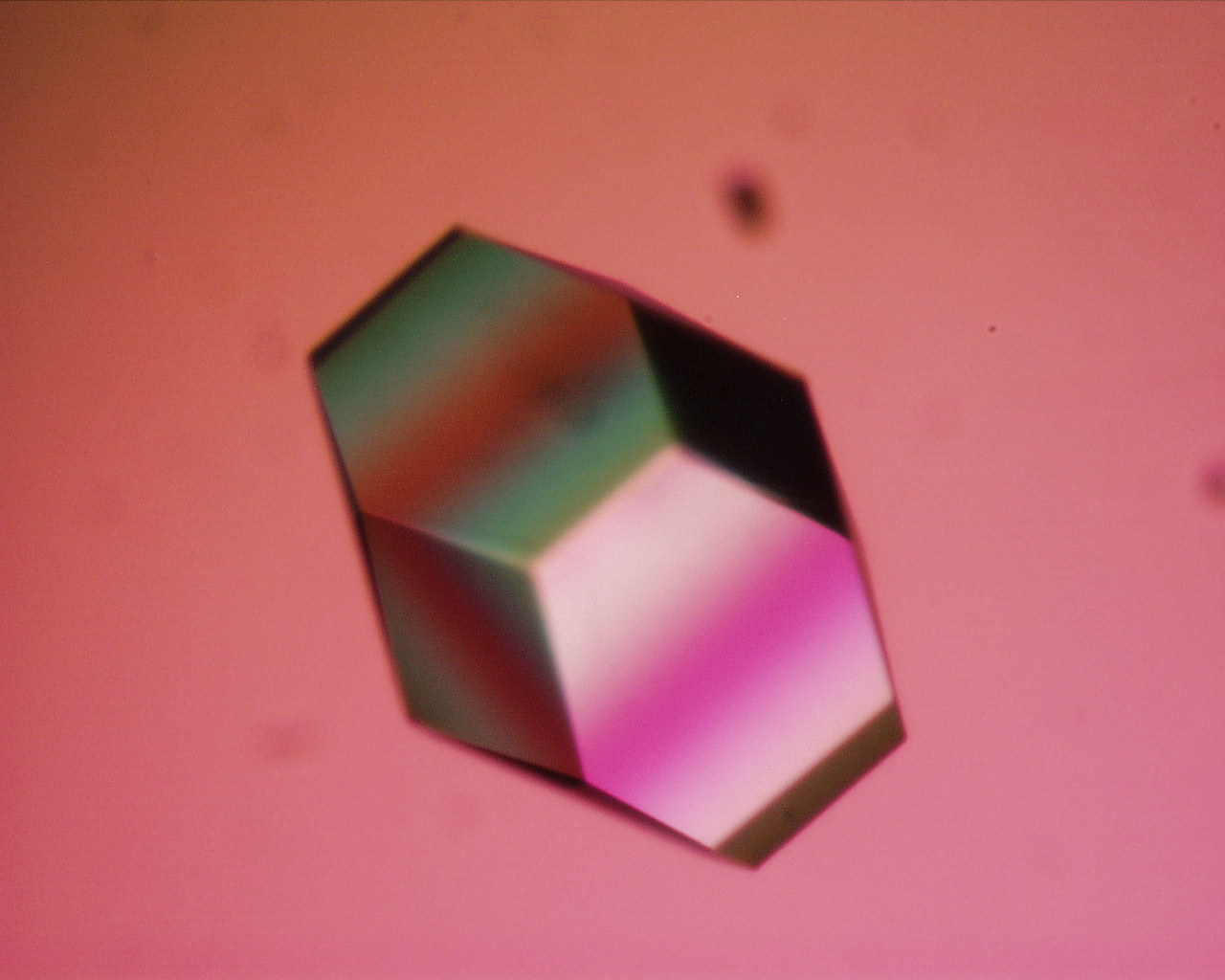
Monocristall de lisozim per a estudi per difracció de raigs X.

Per obtenir grans vidres de productes poc solubles s'han desenvolupat altres tècniques. Per exemple, es pot fer difondre dos compostos de partida en una matriu gelatinosa. Així el compost es forma lentament donant lloc a vidres més grans. No obstant això, en general, com més lent és el procés de cristal·lització més bo sol ser el resultat pel que fa a la neteja dels productes de partida i més gran solen ser els cristalls formats.
La forma i la mida dels vidres poden ser influenciats a part per condicionants com el dissolvent o la concentració dels compostos, afegint traces d'altres components com proteïnes (aquesta és la manera amb què els mol·luscs, les diatomees, els corals, etc., aconsegueixen dipositar les seves petxines o esquelets de calcita o quars en la forma desitjada).
La teoria més acceptada per a aquest fenomen és que el creixement cristal·lí es realitza formant capes monomoleculars al voltant de germen de cristal·lització o d'un cristal·lit inicial. Noves molècules s'adhereixen preferentment a la cara on la seva adhesió allibera més energia. Les diferències energètiques solen ser petites i poden ser modificades per la presència de les esmentades impureses o canviant les condicions de cristal·lització.
En multitud d'aplicacions es pot necessitar l'obtenció de vidres amb una determinada forma i/o mida com: la determinació de l'estructura química mitjançant difracció de raigs X, la nanotecnologia, l'obtenció de pel·lícules especialment sensibles constituïdes per vidres de sals de plata plans orientats perpendicularment a la llum d'incidència, la preparació dels principis actius dels fàrmacs, etc.

## Recristal·lització
Es repeteix el procés de cristal·lització en una dissolució en què ja s'havia fet aquest procés. Les aigües que queden encara contenen solut dissolt que es pot cristal·litzar. Per a un procés de cristal·lització més ràpid, cal aplicar un nucli de cristal·lització.

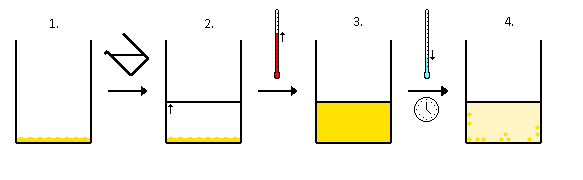
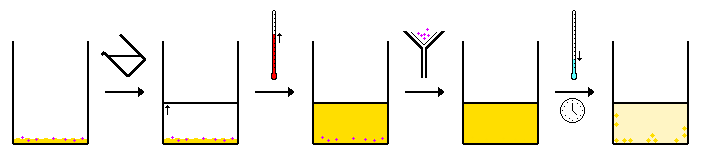
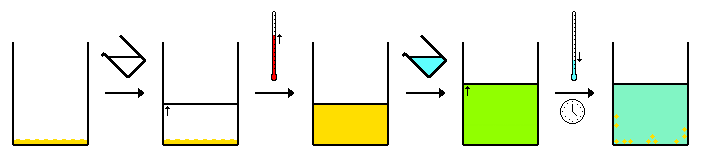
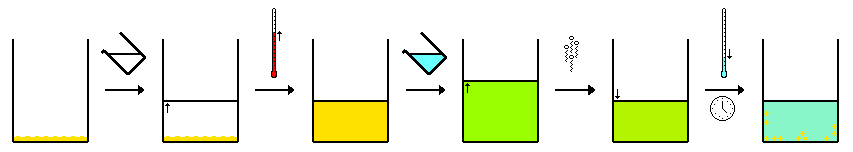
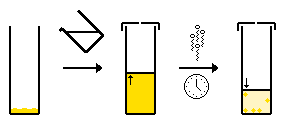
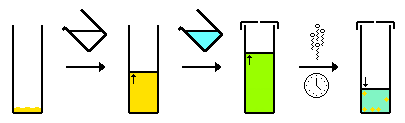
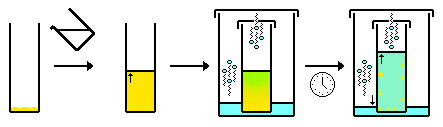
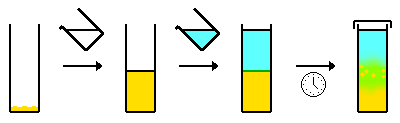
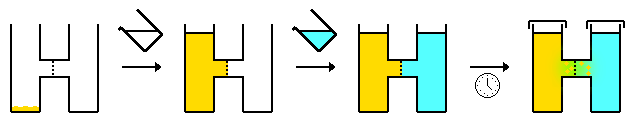